# The Treatment
The Treatment (en español, El tratamiento) es una comedia romántica estrenada en 2006. Basada en la novela de Daniel Menaker, está dirigida por Oren Rudavsky y protagonizada por Chris Eigeman, Famke Janssen, Harris Yulin, Stephanie March y Ian Holm.

## Sinopsis
La película comienza con Jake Singer (Chris Eigeman) juntándose con Julia (Stephanie March) en un intento por revivir su relación; sin embargo ella le cuenta que se ha comprometido hace poco y que había querido llamarlo para contarle. La boda será en Aspen pero además lo invita a su pre boda en Nueva York.
Jake, el hijo del retirado médico Arnold Singer (Harris Yulin), es un profesor inglés y una especie de entrenador de baloncesto en Coventry, un colegio privado de Manhattan. Comienza a tener una relación con Allegra Marshall (Famke Janssen) la viuda de un rico caballero quien falleció de forma súbita por un ataque cardíaco. Jake busca la ayuda del psicoanalista Dr. Ernesto Morales (Ian Holm) quien frecuentemente sorprende a Jake con intentos de alucinaciones con la intención de modificar su comportamiento.

## Reparto
- Chris Eigeman como Jake Singer.
- Famke Janssen como Allegra Marshall.
- Harris Yulin como Arnold Singer.
- Ian Holm como Dr. Ernesto Morales
- Stephanie March como Julia.
- Peter Vack como Ted.
- Griffin Newman como Scott.